# Proscelotes
Proscelotes – rodzaj jaszczurek z podrodziny Scincinae w rodzinie scynkowatych (Scincidae).

## Zasięg występowania
Rodzaj obejmuje gatunki występujące w Mozambiku, Zimbabwe, Tanzanii i Malawi. 

## Systematyka

### Etymologia
Proscelotes: gr. προ pro „przed”; rodzaj Scelotes Fitzinger, 1826.

### Podział systematyczny
Do rodzaju należą następujące gatunki: 
- Proscelotes aenea
- Proscelotes arnoldi
- Proscelotes eggeli